# Área de protección de flora y fauna Balandra

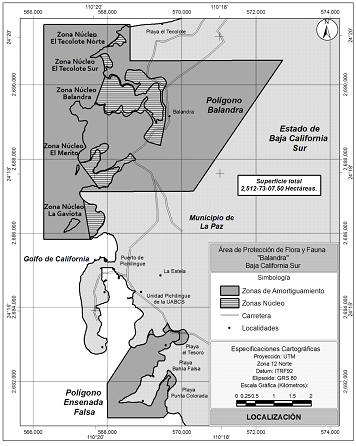
Delimitación territorial del Área, señalada en el DOF: 30/11/2012, publicada en el Diario Oficial de la Federación.

El Área de Protección de Flora y Fauna Balandra es una zona protegida para la flora y la fauna ubicada en el municipio de La Paz, en el estado de Baja California Sur (México). Fue nombrada como tal el 30 de noviembre de 2012 y tiene una superficie de 2,512.50 hectáreas.  Representa un humedal costero, compuesto mayormente por playas y manglares, estos últimos generalmente poseen una laguna costera, como es el caso de la Playa Balandra. Esta área natural protegida es considerada Patrimonio Natural por la Unesco, dentro del conjunto "Islas y áreas naturales protegidas del Golfo de California".

## Historia
En una remota antigüedad, calculada en catorce mil años, llegaron a la península por la ruta de las costas del océano Pacífico los primeros grupos humanos nómadas, de economía de subsistencia; sin embargo, la zona tiene sitios arqueológicos que confirman la presencia humana desde hace más de dos mil años, habitado por grupos indígenas que se desenvolvieron en el extremo sur de la península, tales como los pericúes, una etnia que desapareció como grupo en la segunda mitad del siglo XVIII, los cuales sobrevivían a base de la caza y la recolección, en razón de que su medio es muy hostil; así mismo, y dada las características de la Bahía de Balandra, fue una zona en donde se congregaban la mayoría de los asentamientos, lugar en donde se llevaban a cabo la mayor parte de sus actividades de pesca y recolección. Los españoles fundaron La Paz en el siglo XVI (con el nombre inicialmente de la Santa Cruz). El 30 de noviembre de 2012, el presidente de México, Felipe de Jesús Calderón Hinojosa, nombra por decreto presidencial a la zona como "Área de protección de flora y fauna Balandra", destacando que la zona posee una gran riqueza de especies de fauna y flora.

## Flora y fauna
De acuerdo al Sistema Nacional de Información sobre Biodiversidad de la Comisión Nacional para el Conocimiento y Uso de la Biodiversidad (CONABIO) en el Área de Protección de Flora y Fauna Balandra habitan más de 809 especies de plantas y animales de las cuales 32 se encuentra dentro de alguna categoría de riesgo de la Norma Oficial Mexicana NOM-059  y 11 son exóticas,

### Flora
De las especies de flora que habitan en el área de Balandra, podemos encontrar las siguientes especies de mangle, las cuales pueden ser halladas en las lagunas costeras: el mangle rojo (Rhizophora mangle), mangle blanco (Laguncularia racemosa) y por último, el mangle negro (Avicennia germinans); así mismo, en los manglares, tanto en zonas aledañas como dentro de los mismos, se encuentran diversas especies de microalgas, siendo las más abundantes, la Caulerpa sertulariodes y Spyridia filamentosa. En tierras interiores y aledañas a las costas se encuentra la biznaga de Evermann (Mammillaria evermanniana) y el palo fierro (Olneya tesota), ambas especias sujetas a protección especial por parte del Gobierno Mexicano.

### Fauna
De las diversas especies de fauna que se encuentra en el área, podemos destacar las siguientes, en virtud de su importancia ecológica. De reptiles: boa solocuate (Charina trivirgata); la víbora de cascabel (Crotalus enyo) endémica, y la cuija occidental (Coleonyx variegatus), todas amenazadas. De aves: águila cabeza blanca (Haliaeetus leucocephalus); el gavilán pecho rufo (Accipiter striatus); gavilán de Cooper (Accipiter cooperii); el halcón peregrino (Falco peregrinus); el águila real (Aquila chrysaetos); halcón mexicano (Falco mexicanus); aguililla aura (Buteo albonotatus); búho cornudo (Bubo virginianus); mosquero de La Laguna (Empidonax difficilis), todas amenazadas y algunas de ellas endémicas de la región. De roedores: rata canguro de Merriam (Dipodomys merriami).